# گروه سیر
گروه سیر (انگلیسی: CIR Group) شرکت هلدینگ ایتالیایی‌ای است که در سال ۱۹۷۶ تأسیس شد.